# Ogród ziołowy Haydna

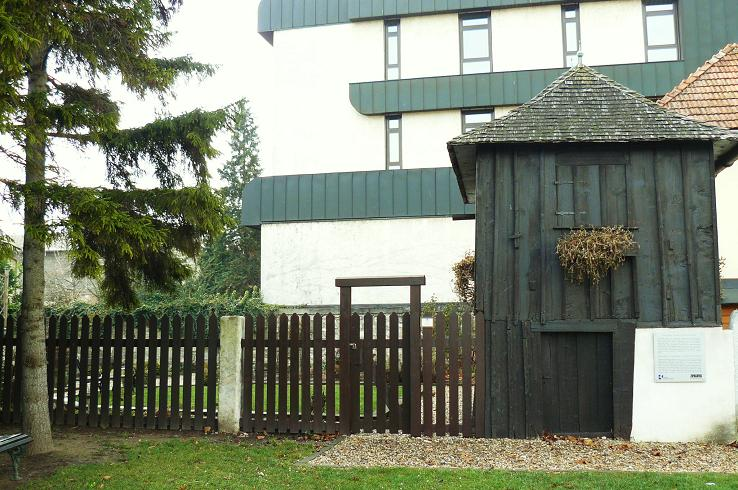
Ogród ziołowy Haydna w Eisenstadt – wejście i domek

Ogród ziołowy Haydna (niem. Haydn-Kräutergarten) – niewielki ogród warzywno-ziołowy w stolicy austriackiego Burgenlandu – Eisenstadt. Zlokalizowany przy Bürgerspitalgasse, około 500 m na wschód od starówki.
Joseph Haydn, postać przez długie lata związana z Eisenstadt, po zakupieniu domu przy Klostergasse (obecnie J.Haydn-Gasse 21) w dniu 2 maja 1766, zaczął rozglądać się za drugim lokum, które zapewniłoby artyście możliwości czynnego wypoczynku i rekreacji. Ostatecznie zakupił niewielki ogród wraz z drewnianym domkiem, znajdujący się poza murami miejskimi, w rejonie szpitala.
Haydn wraz z małżonką uprawiał na terenie tego ogrodu głównie zioła i kwiaty, szukał tu także spokoju i wytchnienia od wytężonej pracy nad utworami. Ogród z domkiem pozostawał w rękach Haydnów do 17 października 1778. 
Obecnie ogród jest zadbany, uprawia się w nim zioła i kwiaty, tak jak za czasów Haydna. Rośliny oznaczone są tabliczkami botanicznymi. Alejki wysypane grysem. Zwiedzanie obiektu możliwe jest tylko w grupach, po wcześniejszym zgłoszeniu (wstęp płatny), jednak całość założenia można ogarnąć wzrokiem zza furtki wejściowej.